# Girobulloni
Il girobulloni è la dimensione del diametro della circonferenza che passa per i centri di una serie di bulloni disposti lungo una circonferenza o un arco di circonferenza. Nel ciclismo per esempio, per cambiare il pacco delle corone anteriori bisogna che sia compatibile prima di tutto il girobulloni dei bulloni che le fissano alla guarnitura, poi anche il numero di bulloni e il loro diametro e passo di filettatura e la escursione richiesta al deragliatore.

## Gli standard
Attualmente, per quanto riguarda le bici da corsa esistono tre standard principali:
- lo standard Shimano di 130 mm, presente sulle guarniture dell'omonima azienda giapponese, che permette di usare una corona minima di 38 denti.
- lo standard Campagnolo di 135 mm, presente sulle guarniture dell'omonima azienda vicentina, che permette una corona minima di 39 denti
- lo standard compact di 110 mm, presente sulle moderne guarniture compatte, che utilizzano due corone di dimensioni inferiore alle ormai classiche 53 e 39. La corona minima utilizzabile in questo caso è di 33 denti, anche se la più piccola prodotta è di 34.

Nel corso degli anni si sono usati diversi tipi di girobulloni. Prima del 1967, ad esempio, lo standard Campagnolo era di 151 mm con corona minima di 44 denti, passato poi, per tutti gli anni settanta e ottanta a 144 mm, con corona minima di 41 denti anche se la “classica” era di 42.
Altre case hanno usato poi altri tipi di girobulloni (ad esempio la Nervar usava il 128mm) o per certi periodi si sono utilizzati valori “anomali”, come il 116mm per un periodo in casa Campagnolo e il 110mm in casa Gipiemme.
Il girobulloni 144 mm è diventato lo standard delle guarniture da pista dagli anni '70, in quanto non vi è la necessità di usare corone più piccole di 42 denti.
Per determinare la misura del girobulloni è necessario misurare la distanza centro-centro fra due bulloni adiacenti e moltiplicarla per il rapporto fra il diametro della circonferenza individuata dai 5 bulloni e il lato del pentagono che disegnano, approssimabile a 1,7013.
Nelle mountain bike si usano standard differenti, che hanno una dimensione comune per le prime due corone, mentre la corona più interna, più piccola, ha un girobulloni differente (come avviene anche per le guarniture triple da corsa).